# Ma ma ma
Ma ma ma è un singolo della cantautrice italiana Chiamamifaro, pubblicato il 28 aprile 2023 come primo estratto dal secondo EP Default.

## Descrizione
Il brano, scritto dalla stessa cantautrice con Alessandro Belotti, è prodotto da Marco Paganelli, in arte Paga, e Pietro Celona, in arte Celo.

## Tracce
Testi di Angelica Cristina Gori e Alessandro Belotti, musiche di Emanuele Cotto e Federico Urgesi.
1. Ma ma ma – 2:54